# 杢兵衛造船所
株式会社杢兵衛造船所（もくべえぞうせんじょ）は、滋賀県大津市の造船会社。琵琶湖沿岸で最大の造船所で大型船が入渠可能なドックを有する。

## 概要
1872年（明治5年）に船大工として創業、琵琶湖で使用される漁船・運搬船などの建造を開始した。
1945年に有限会社杢兵衛造船所を設立、法人化した。1965年に鋼船工場を設置して鋼船の建造に進出、客船、作業船、巡視艇などを建造した。1966年に株式会社杢兵衛造船所に組織変更、琵琶湖汽船と提携して600トンドックを新設（1982年に900トンドックに改修）、琵琶湖での大型船の建造・修理が可能となった。1971年にFRP船工場を設置してFRP船の建造に進出、琵琶湖のほか日本各地で使用されるFRP製旅客船、漁船、作業船、交通艇などを建造した。1974年にはアルミ軽合金船の建造に進出、高速旅客船、調査船、巡視艇などの建造を開始した。1979年からは琵琶湖総合開発事業による水位低下に対応可能なハイドロジェット推進船の建造を開始した。
このほか、水事関連土木建設請負部門（1971年開設）、FRP成型部門（1984年開設）、マリーナ部門（1984年開設、1986年レークウエスト観光株式会社として独立）など関連事業を手掛けている。
2008年に建造した日本初の軽合金製トリマラン旅客船「megumi」で、シップ・オブ・ザ・イヤー2008の大賞および小型客船部門賞を受賞した。
2020年にレークウエスト観光株式会社と合併。

## 主な建造船
大型船の設計・建造は単独では行えないため、日立造船など他社でブロック建造を行い、陸送して当社のドックで組立を行っている。
- 琵琶湖汽船 - 「ミシガン」「ビアンカ[3]」「megumi」「ランシング」「リオグランデ」「インターラーケン」「いんたーらーけんII」
- 滋賀県 - 「うみのこ (初代)」「うみのこ (2代)[4]」
- 滋賀県琵琶湖環境科学研究センター - 「びわかぜ」
- 滋賀県水産試験場 - 「琵琶湖丸 (9代)」
- 大阪水上バス - 「なにわ1号」「なにわ2号」「なにわ3号」「なにわ5号」
- 丹後海陸交通（伊根湾めぐり遊覧船） - 「KAMOME6」
- 大津市消防局 - 「おおつ（湖都風）」

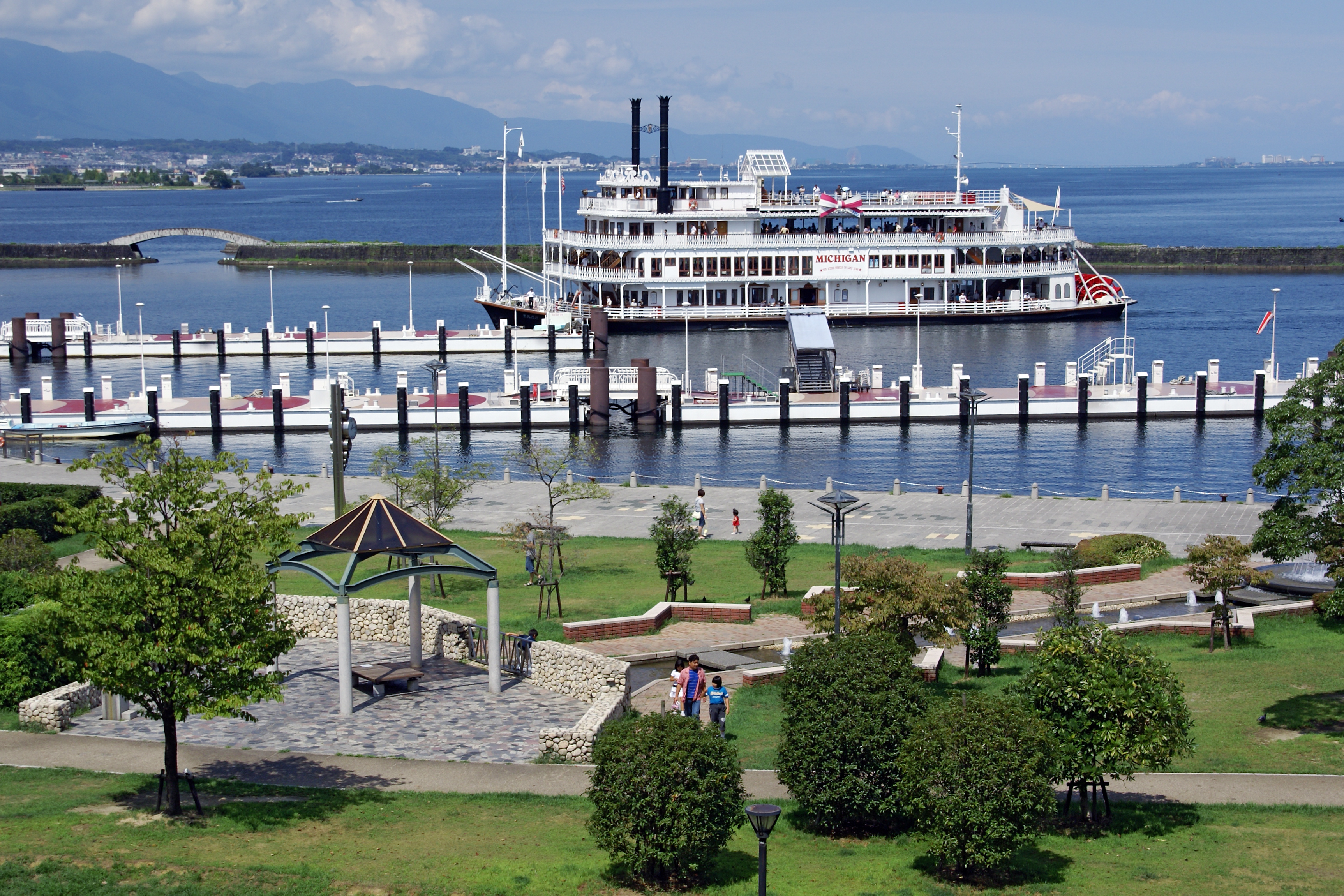
「ミシガン」
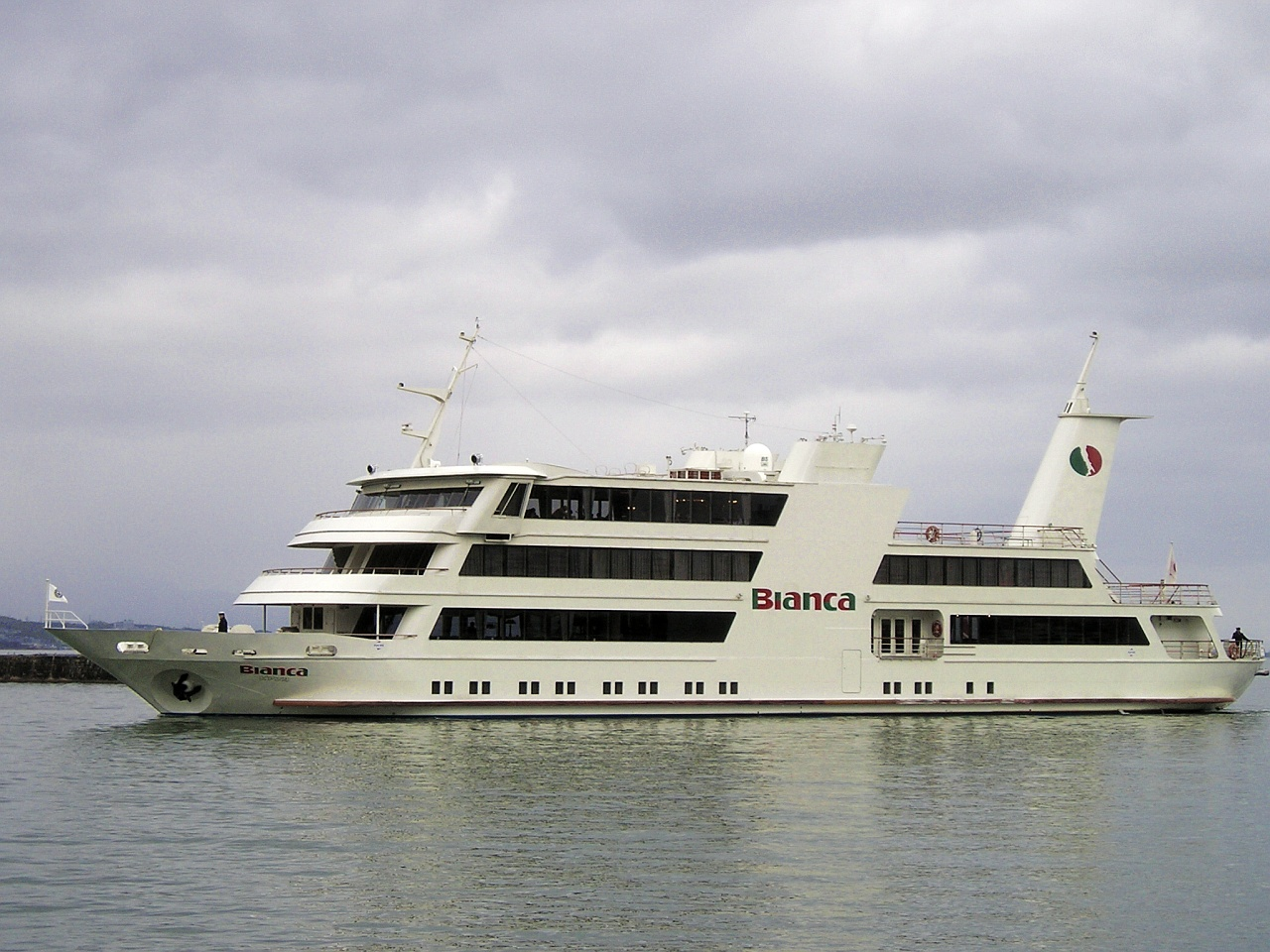
「ビアンカ」
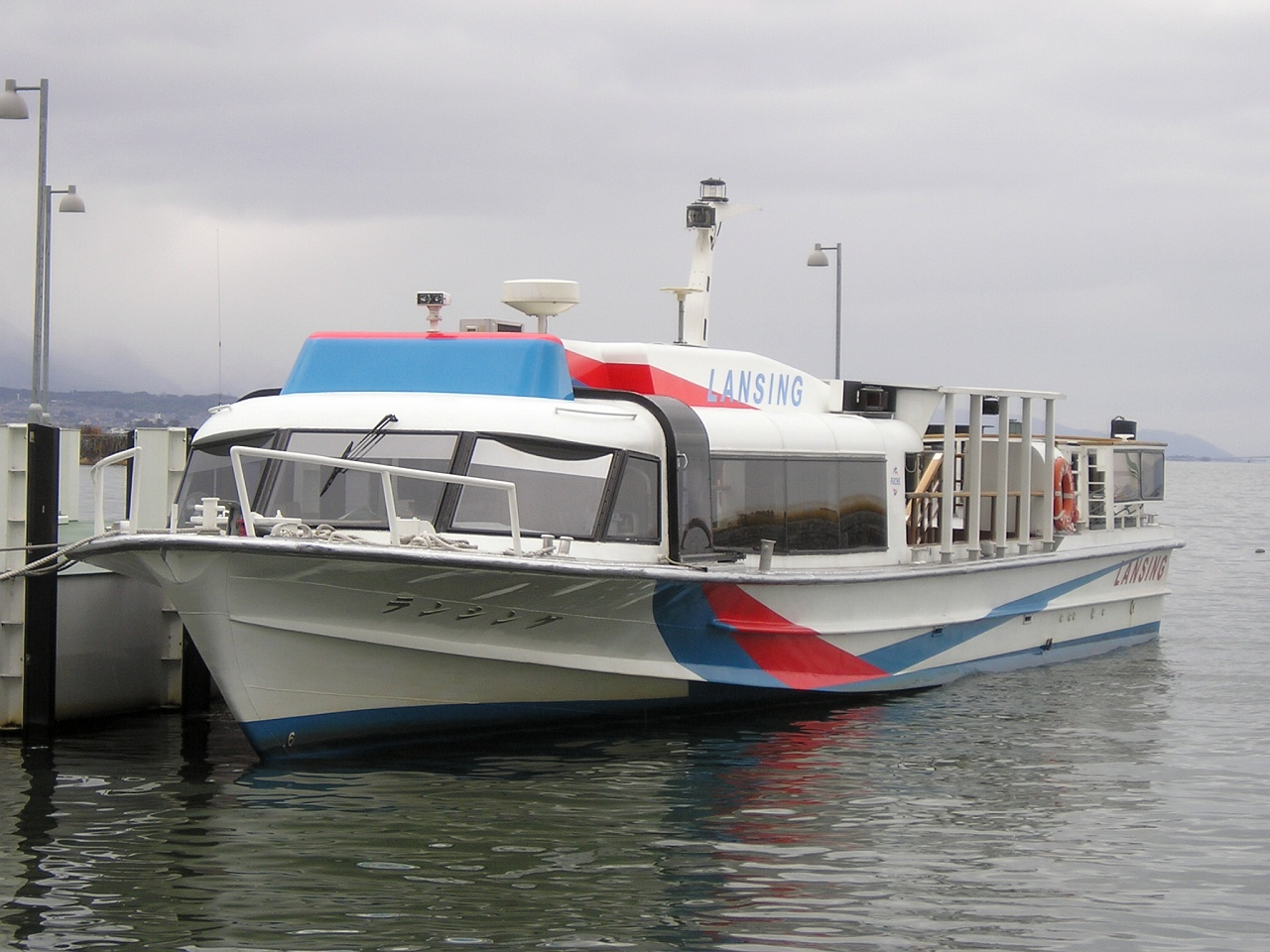
「ランシング」
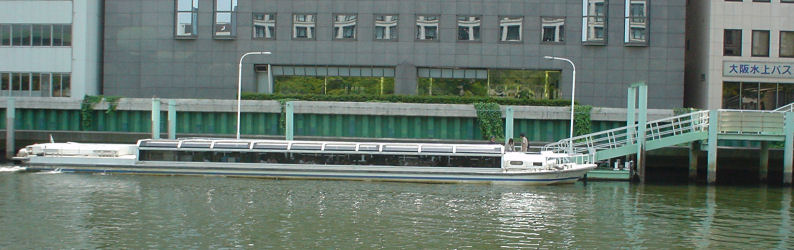
大阪水上バス
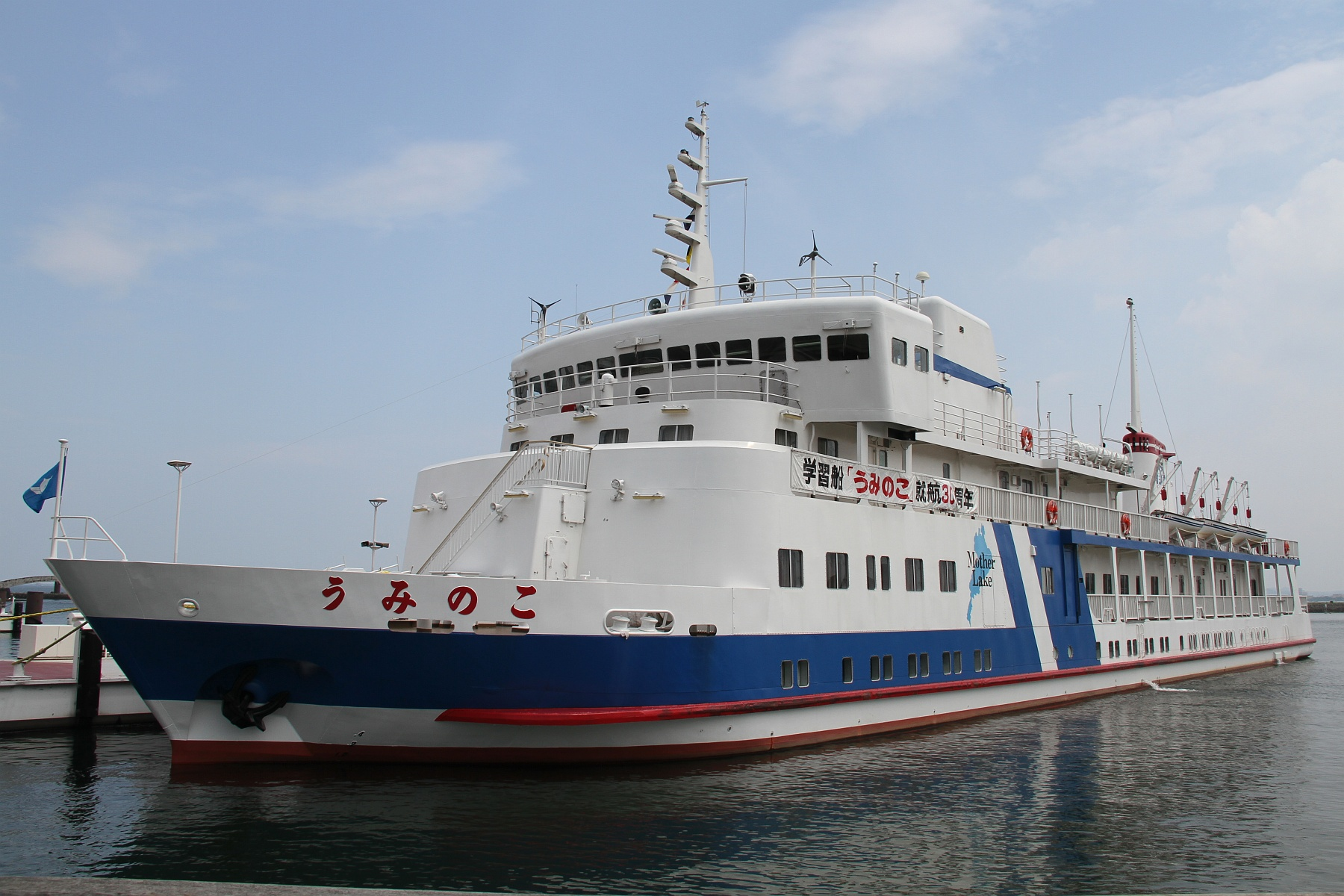
「うみのこ」